# Seznam hrvaških opernih pevcev
Seznam hrvaških opernih pevcev.

## A
- Antoniazzo, Nataša

## B
- Belamarić, Neven

## C
- Cigoj, Krunoslav
- Biserka Cvejić (r. Katušić)
- Nikola Cvejić

## G
- Gjuranec, Gita
- Grgurić, Bruno

## H
- Haller, Ingrid
- Horvat, Gabrijela

## J
- Jelačić, Anka
- Jurinac, Sena (Srebrenka)

## K
- Križaj, Josip

## M
- Kunc-Milanov, Zinka
- Mitrović, Ančica
- Molnar Talajić, Ljiljana
- Mužek, Tomislav

## N
- Neralić, Tomislav
- Nožinić, Vilma

## P
- Pattiera, Tino
- Pintarić, Danijela
- Pokupić, Renata
- Pospiš Baldani, Ruža
- Pukšec, Ema (Ilma de Murska)

## R
- Radev, Marijana
- Radovan, Ferdinand
- Rušin, Anđelka
- Ruždjak, Nada
- Ruždjak, Vladimir

## S
- Schwarz, Vera
- de Strozzi, Maja
- Surian, Giorgio

## T
- Trnina, Milka
- Tuhtan, Goranka

## V
- Vejzović, Dunja

## Z
- Zadro, Martina
- Zec, Blanka
- Zec, Nikola